# Kẽm chromat
Kẽm Chromiat là một hợp chất hóa học có chứa cation kẽm và anion Chromiat, với công thức hóa học được quy định là ZnCrO4. Hợp chất này tồn tại dưới dạng bột màu vàng không mùi hoặc dạng tinh thể vàng lục, nhưng khi được sử dụng cho lớp phủ, các sắc tố thường được thêm vào. Hợp chất này cũng được sử dụng công nghiệp trong các lớp phủ chuyển đổi Chromiat, được phát triển bởi Công ty Ford Motor trong những năm 1920.

## Sản xuất
Một quá trình được gọi là quá trình Cronak được sử dụng để tạo ra kẽm Chromiat để sử dụng trong công nghiệp. Quá trình này được thực hiện bằng cách để kẽm hoặc kim loại mạ kẽm trong dung dịch natri điChromiat và axit sunfuric trong vài giây. Kẽm Chromiat cũng có thể được tổng hợp bằng cách sử dụng cách gián tiếp kali Chromiat (K2CrO4) và kẽm sunfat (ZnSO4) tạo thành kết tủa.
K2CrO4 + ZnSO4 → ZnCrO4↓ + K2SO4

## Độc tính
Các nghiên cứu gần đây đã chỉ ra rằng hợp chất kẽm Chromiat không chỉ có độc tính cao, mà còn là một chất gây ung thư. Tiếp xúc với kẽm Chromiat có thể gây loét mô và ung thư. Một nghiên cứu đăng trên Tạp chí Y học Công nghiệp Anh cho thấy mối tương quan giữa sử dụng kẽm Chromiat và chì(II) Chromiat trong các nhà máy và số ca bệnh ung thư phổi ở các bệnh nhân là các công nhân có kinh nghiệm, làm việc và tiếp xúc lâu năm với hợp chất này. Do tính độc của nó nên việc sử dụng hợp chất này này đã sụt đáng kể trong những năm gần đây.

## Hợp chất khác
ZnCrO4 còn tạo một số hợp chất với NH3, như ZnCrO4·4NH3·3H2O là bột màu vàng.